# M54 motorway
Der zwischen 1975 und 1983 für den Verkehr freigegebene M54 motorway (englisch für Autobahn M54), auch bekannt als Telford dual carriageway, ist eine 37,0 km lange Autobahn in England. Er verbindet den Raum um Wolverhampton mit Telford und bildet damit einen Teil der Verkehrsachse von London nach Dublin in Irland (via Holyhead).